# Boomerang (album)
Pour les articles homonymes, voir Boomerang (homonymie).
Albums de The Creatures
Feast
(1983) A Bestiary of
(1997)
Boomerang est le deuxième album de The Creatures, le deuxième groupe de la chanteuse Siouxsie et du batteur multi-instrumentiste Budgie. Ce disque a été coproduit avec Mike Hedges.
L'album fut « disque du mois » en janvier 1990 dans le mensuel de rock français Best : « Espace nouveau qui met surtout en valeur la voix d'or de la princesse sioux sur un lit de musique minimale, douce et chaude. A grand renfort de percussions variées et d'éclats de cuivres langoureux, les Creatures tissent un album envoûtant aux respirations baroques. Mélange de force et de grâce, de chaleur moite entrecoupée d'éclairs rafraîchissants, d'émanations latino-tropicales domptées par un flegme rigide tout anglais. ». Libération écrivit : « On découvre chez Siouxsie une chaleur, un feeling tout en courbes à la sombre suavité, qu'on ne soupçonnait pas. ».

## Liste des titres
1. Standing There
2. Manchild
3. You!'
4. Pity
5. Killing Time
6. Willow
7. Pluto Drive
8. Solar Choir
9. Speeding
10. Fury Eyes
11. Fruitman
12. Untiedundone
13. Simoom
14. Strolling Wolf
15. Venus Sands
16. Morrina